# Bernat Erta
Bernat Erta Majo (ur. 15 lutego 2001 w Lleidzie) – hiszpański lekkoatleta, sprinter.
Specjalizuje się w biegu na 400 metrów. Zdobył srebrne medale w sztafecie 4 × 400 metrów na halowych mistrzostwach Europy w 2019 w Glasgow (w składzie: Óscar Husillos, Manuel Guijarro, Lucas Búa i Erta) oraz w 2025 w Apeldoorn. Sztafeta Hiszpanii ustanowiła wówczas halowy rekord swego kraju z rezultatem 3:06,32.

## Rekordy życiowe
- Bieg na 400 metrów – 45,69 (27 czerwca 2021, Getafe)
- Bieg na 400 metrów (hala) – 46,23 (27 lutego 2022, Ourense)

Źródło: